# Na Pískách (Východolabská tabule)
Na Pískách (292 m n. m.) je vrch v okrese Nymburk Středočeského kraje při hranici s Královéhradeckým krajem. Leží asi 2,5 km vjv. od obce Kněžice, vrcholem na katastrálním území Kněžice a jižním svahem na území vsi Kamilov.

## Geomorfologické zařazení
Geomorfologicky vrch náleží do celku Východolabská tabule, podcelku Cidlinská tabule, okrsku Novobydžovská tabule a podokrsku Češovský hřbet.